# Jesi (stacja kolejowa)
Jesi (wł. Stazione di Jesi) – stacja kolejowa w Jesi, w prowincji Ankona, w regionie Marche, we Włoszech. Stacja znajduje się na linii Rzym – Ankona.
Według klasyfikacji RFI ma kategorią srebrną.

## Linie kolejowe
- Rzym – Ankona